# 劉穆之
劉穆之（360年—417年11月27日），字道和，小字道民，東莞郡莒縣人。西漢齊王劉肥的後裔。東晉末年政治人物，官至尚書左僕射。劉穆之深受劉裕倚仗，更屢次在劉裕領兵在外時留守建康，並且總掌朝廷內外事務。

## 生平
劉穆之家族世居京口。他年輕時喜歡讀書，故此博覽群書，通曉多種知識，為琅邪內史江敳賞識，擔任其建威將軍府主簿。

### 重建秩序
元興三年（404年），劉裕於京口（今江蘇鎮江市）起兵討伐桓玄，佔領京口後向何無忌詢問主簿人選，何無忌就推薦劉穆之擔任。劉裕不久就擊敗桓玄，攻佔了建康，當時決定大事的都是劉穆之，縱然很多事都要倉促決定，但都處理得相當妥當。劉裕亦視劉穆之為心腹，凡事都詢其意見；劉穆之亦盡心協助，不遺餘力。當時東晉法律寬鬆，綱紀不立，門閥豪強可恃勢凌人，平民則無法自處。劉穆之都以當時形勢調校矯正法令，更讓平民對法律有所適從。在劉裕以身作則下，很快就改變了當時的政治風氣。
劉穆之一度轉任尚書祠部郎，及後再任劉裕的府主簿，再轉紀室錄事參軍，領堂邑太守。又因平定桓玄的功勳，封西華縣五等子。

### 助取朝權
義熙三年（407年）十二月，揚州刺史、錄尚書事王謐去世，按位望應以劉裕接任。至次年（408年）正月，劉毅因為不想劉裕接任，以錄尚書事坐鎮中樞，於是建議由中領軍謝混接替，或劉裕於丹徒（今江蘇鎮江市丹徒區）任揚州刺史，而中樞事務就交由孟昶負責。當時劉毅派了尚書右丞皮沈將兩個建議告知劉裕，而皮沈就先去見劉穆之，並將朝中議論的情形也一併告知。劉穆之聽後就假裝如廁，暗中告訴劉裕不可順從皮沈帶來的兩個建議。劉裕與皮沈見面後就召來劉穆之詢問原由，劉穆之則說晉朝經歷過司馬道子亂政及桓玄篡位後天命已移，劉裕以今天的功勳和地位已經是退不下來的了，而劉毅等人其實並不是心服在劉裕之之下，終會有一番爭鬥。又表示楊州是根本之地，不可以由他人掌握，若果現在放棄就必會受制於人，權柄一失亦不可再拿回來，要劉裕以議題重要為由，親身入朝討論，以穩取揚州刺史的位置。最終劉裕聽從，亦順利接任揚州刺史、錄尚書事一職，掌握了中樞權力。
義熙五年（409年），劉裕北伐南燕，劉穆之隨軍；次年滅南燕後因應盧循叛亂威脅建康，劉穆之又隨劉裕率軍回守建康。劉穆之在這兩件事上都經常在背後計謀劃策，決定要事。劉毅因而厭惡劉穆之，常故作平常地和劉裕表示劉穆之權力太重，但劉裕卻更加信任劉穆之，並讓劉穆之轉任其司馬。義熙八年（412年），加劉穆之丹楊尹。

### 屢掌後事
同年，劉裕率軍攻伐荊州刺史劉毅，諸葛長民監太尉府留事，留守建康，總攝後事，又留劉穆之輔助他，故加劉穆之建威將軍。當時諸葛長民自認為自己多行不法之事，經常怕被懲治，劉毅於同年被擊敗自殺後，諸葛長民更加不安，意圖作亂，當時就問劉穆之：「人們說太尉（劉裕）和我不和，為甚麼呀？」劉穆之就安撫道：「劉裕西征，將年老母親和幼小弟弟都交託給將軍，怎會不和呀！」諸葛長民聽後一直猶豫不決，劉裕亦迅速返回建康，誅殺諸葛長民。
義熙十年（414年），劉穆之進位前將軍。次年（415年），劉裕率兵討伐司馬休之，留中軍將軍劉道鄰監留府事，劉穆之加任尚書右僕射，領選，留府事無大小都由他決定。義熙十二年（416年），劉裕北伐後秦，留世子劉義符監太尉留府，劉穆之再次留鎮建康，轉尚書左僕射，領監軍、中軍二府軍司。劉穆之在建康總掌朝政，又要支援在外出征中的軍隊，做事來也十分順暢。
義熙十三年（417年）九月，劉裕滅後秦，佔領關中，並打算以關中作基地繼續進行北伐。但劉穆之於十一月辛未日（11月27日）去世，享年五十八歲。劉裕聞訊後感到震驚和悲痛，亦感到自己於京邑根本之地已空虛無靠，於是決意起行返回建康，留年僅十一歲的劉義真與王鎮惡等諸將留守關中。而因朝廷大事向來倚重劉穆之，其死後朝廷亦大為恐懼，劉裕以徐羨之代管留任之事，但平時由劉穆之決定的大事都需要向劉裕請示。朝廷追贈散騎常侍、衞將軍、開府儀同三司。後劉裕又上書皇帝稱頌劉穆之，於是改贈侍中、司徒，追封南昌縣侯。
永初元年（420年），劉裕篡晉稱帝，又追念劉穆之等人，追封劉穆之為南康郡公，賜諡號文宣。劉裕曾說：「穆之若果沒有死，就會助我治理天下。現在可說是『賢人去世了，國家危殆了』。」又說：「穆之死後，人們都輕視我。」可見劉裕對其的思念。

## 性格特徵
- 劉穆之喜好與賓客來往，並在滿座賓客中廣布耳目，獲得大量資訊。
- 劉穆之對劉裕忠誠坦白，他從賓客中獲得的資訊都一概告訴劉裕。有人因而譏笑他，但他卻答：「以劉裕的英明，將來他也會知道。我承蒙他的恩德，應該毫無隱瞞忌諱，這就好像張遼報告關羽打算叛變那樣。」而劉裕平時行事舉止，劉穆之也加以約束，如他就曾指劉裕書法差，望其多加留意，並教劉裕寫大字，令劉裕的字「足有所包，且其勢亦美」。劉裕順從，於是他一張紙就只能寫六七個字。
- 劉穆之向劉裕推薦人才時，若果劉裕不納，劉穆之就會一直推薦，直至劉裕接受為止。並常說：「我雖然及不上荀令君這麼能推薦才德兼備的人才，但我就不會推薦無才無德的。」
- 劉穆之與朱齡石皆擅長於寫書信，一次兩人就在劉裕面前回覆公務書信，一個早上的時間劉穆之就處理了一百封，朱齡石也處理了八十封，而劉穆之在期間對話不斷。
- 劉穆之在劉裕率軍在外時掌握留守建康重任，處理各項要事，故此經常有大量賓客前去見他，各樣的文件書信堆滿了房間，而他可以一面看著文件，一面寫著答覆書信，一面聽著他人對其的報告或要求，一面還親口回答，同時一心四用也絕不混亂，都能將事做好，可見其辦事能力之強。
- 劉穆之奢侈，每次吃飯都必定很豐盛，故作了十人份量。因為劉穆之喜歡與賓客來往，故吃飯也常與賓客同食，即使遇上賓客不足十人，他的手下就會與他同食，更成慣例。劉穆之更曾以此向劉裕說：「我家本來就貧窮微賤，常吃不飽。自叨了你的光後，雖然經常心存節儉，不過每日飲食都會稍為豐富。除了這一項，我絕不負於你。」

## 逸事
- 劉穆之曾與劉裕一同泛海，突然遇上大風，劉穆之驚懼之下望到有兩條白龍在船底夾著船。後來他們去了一座山，看見那山高聳秀麗，山上樹林亦茂密，十分高興。[4]
- 劉穆之年輕時家境貧窮，但卻喜歡飲酒吃飯，經常去妻子哥哥家中沾飯吃，雖然常常受辱，但都不以為恥。其妻江氏於是禁止他再去。後來江家有宴會，明令劉穆之不要去，但他還是去了，並在吃完後索要檳榔。江氏兄弟於是說：「檳榔是用來消滯的，你常常捱餓，也需要它嗎？」江氏後來剪下自己的頭髮去賣，買來菜肴讓江氏兄弟請劉穆之吃飯，但自此以後都不再替丈夫梳洗了。劉穆之出任丹楊尹後，要召江氏兄弟來，江氏於是哭著向丈夫下拜作陳謝，劉穆之說：「我本來就沒怨恨過，不用憂心呀。」飲飽食醉後就命廚子弄來一斛檳榔。[5]
- 有說劉裕北伐後秦期間，曾命太尉左長史王弘為使者回到建康，並暗示朝廷賜劉裕九錫。劉穆之得知這是劉裕的意思後因愧疚恐懼而生病，及後去世[6]。

## 家庭

### 妻子
- 江氏，江嗣的女兒。

### 子女
- 劉慮之，長子，嗣爵，官至員外散騎常侍
- 劉式之，次子，官至左衞將軍、吳郡太守
- 劉貞之，幼子，官至寧朔將軍、江夏內史
- 劉氏，穆之女，嫁蔡祐

### 孫
- 劉邕，劉慮之子，嗣爵，嗜飲酒及吃瘡痂
- 劉顗，劉式之子，黃門侍郎
- 劉衍，劉式之子，豫章內史，鄧琬奉劉子勛為帝時獲任命為中護軍，後被誅殺
- 劉瑀，劉式之子，官至輔國將軍、益州刺史
- 劉裒，劉貞之子，始興相。

## 延伸阅读
[在维基数据编辑]
 在维基文库阅读此作者作品
 《宋書·卷42》，出自沈约《宋书》
 《南史·卷15》，出自李延壽《南史》